# (6795) Örnsköldsvik
(6795) Örnsköldsvik ist ein Asteroid des mittleren Hauptgürtels, der am 17. März 1993 im Rahmen des Uppsala-ESO Surveys of Asteroids and Comets am La-Silla-Observatorium der Europäischen Südsternwarte in Chile (IAU-Code 809) entdeckt wurde. Eine Sichtung des Asteroiden hatte es vorher schon am 22. Oktober 1960 unter der vorläufigen Bezeichnung 9561 P-L im Rahmen des Palomar-Leiden-Surveys gegeben.
(6795) Örnsköldsvik wurde am 28. September 1999 nach der schwedischen Stadt Örnsköldsvik in der schwedischen Provinz Västernorrlands län und der historischen Provinz Ångermanland benannt.